# پالیوود
پالیوود (ترکیبی از "فلسطین" و "هالیوود")، که همچنین به عنوان غزه‌وود شناخته می‌شود، اصطلاح تحقیرآمیزی است که برای اتهام دروغ بودن ادعای فلسطینی‌ها از صحنه‌های رنج و مرگ غیرنظامی در درگیری اسرائیل و فلسطین استفاده می‌شود.  این نظریه به عنوان یک تئوری توطئه و یک عنصر برجسته از دروغ‌رسانی اسرائیلی در جنگ توصیف شده است. 
این اصطلاح پس از کشته‌شدن محمد الدره در سال ۲۰۰۰ در جریان انتفاضه دوم، پس از آنکه برخی از مفسران طرفدار اسرائیل ادعا کردند که این حادثه یک فریب رسانه‌ای بوده است، برجسته شد. کارشناسان اسرائیلی از این اصطلاح برای انکار ویدیوهایی که خشونت اسرائیل یا رنج فلسطینیان، به‌ویژه در طول جنگ غزه را نشان می‌دهند، استفاده کرده‌اند. 

## مبدأ
این اصطلاح تا حدودی توسط ریچارد لندز، در نتیجه یک ویدیوی مستند آنلاین که در سال ۲۰۰۵ با نام «پالیوود: به گفته منابع فلسطینی» تهیه کرده بود، ابداع و منتشر شد و موارد خاصی از دستکاری رسانه‌ای را مطرح کرد. روتی بلوم، روزنامه‌نگار، «پالیوود» را اصطلاحی می‌داند که توسط لندز ابداع شده تا به «تولیداتی که توسط فلسطینی‌ها، در مقابل (و اغلب با همکاری) گروه فیلمبرداری غربی، به منظور ترویج تبلیغات ضد اسرائیلی با پنهان کردن آن به عنوان خبر، صحنه‌سازی شده‌اند» اشاره کند. خود لندز، پالیوود را «اصطلاحی که من … برای توصیف مطالب صحنه‌سازی شده‌ای که به عنوان خبر پنهان شده‌اند ابداع کردم» توصیف می‌کند.
در پالیوود: به گفته منابع فلسطینی، لندز به‌طور خاص بر قتل جنجالی محمد الدره، پسر ۱۲ ساله فلسطینی که در ۳۰ سپتامبر ۲۰۰۰ در آغاز انتفاضه دوم در نوار غزه با شلیک گلوله (که به‌طور گسترده گزارش شده است که توسط اسرائیل شلیک شده است) کشته شد، تمرکز می‌کند. مرگ او توسط یک فیلمبردار آزاد فلسطینی فیلمبرداری و از کانال تلویزیونی فرانس ۲ پخش شد. لندز اصالت فیلم و اینکه آیا الدره اصلاً کشته شده است را زیر سؤال می‌برد و استدلال می‌کند که کل این حادثه توسط فلسطینی‌ها صحنه‌سازی شده است. لندز و طرفداران اسرائیل استدلال می‌کنند که دولت اسرائیل در مقابله با روایت‌های فلسطینی‌ها از وقایع درگیری اسرائیل و فلسطین به اندازه کافی قاطع و جدی نیست.
لندز علاوه بر قتل الدره، انفجار ساحل غزه در سال ۲۰۰۶ و سوءاستفاده ادعایی حماس از کمبود برق در طول جنگ اسرائیل و غزه در سال‌های ۲۰۰۷–۲۰۰۸ را نیز به عنوان حوادث پالیوود ذکر می‌کند.

## استفاده‌های بعدی
آنات برکو، پژوهشگر اندیشکده محافظه‌کار اسرائیلی، مؤسسه سیاست بین‌المللی برای مبارزه با تروریسم، و ادنا ارز، رئیس بخش عدالت کیفری دانشگاه ایلینوی در شیکاگو، گفتند که «پدیده ساخت اسناد دربارهٔ این درگیری به عنوان «پالیوود» (هالیوودِ فلسطین) شناخته شده است.» انستیتو مکنزی، یک اندیشکده محافظه‌کار کانادایی در حوزه دفاع و امنیت، استدلال کرده است که با توجه به «سابقه طولانی ژست گرفتن در مقابل دوربین‌ها… لقب بدبینانه «پالیوود» از سوی روزنامه‌نگاران فریب‌خورده سابق برای سرویس‌های خبری [حامی فلسطین] قابل درک است.»
دیوید فروم ادعا کرد که عکس‌های گرفته شده در طول جنگ ۲۰۱۴ غزه که دو برادر را در حال گریه و پوشیدن تی‌شرت‌های خونین پس از حمل جسد پدرشان نشان می‌داد، جعلی بوده‌اند. این تصاویر که توسط رویترز، نیویورک تایمز و آسوشیتدپرس منتشر شده بودند، توسط یک وبلاگ‌نویس طرفدار اسرائیل مورد انتقاد قرار گرفته بودند. فروم پس از رد گسترده توسط مایکل شاو، از اتهام خود عقب‌نشینی کرد و از سرگئی پونومارف، عکاس نیویورک تایمز، عذرخواهی کرد، اما با توصیف سایر ادعاهای «پالیوود»، «شک و تردید» خود را توجیه کرد. فروم توسط اریک ومپل، نویسنده رسانه‌ای واشینگتن پست، و جیمز فالوز، خبرنگار دیگر آتلانتیک، مورد انتقاد قرار گرفت. آنها توییت‌های فروم را «یک خطای بزرگ روزنامه‌نگاری» خواندند.
در سال ۲۰۱۴، پس از مرگ دو نوجوان فلسطینی در بیتونیا، مایکل اورن و سخنگوی ارتش اسرائیل استدلال کردند که فیلم دوربین امنیتی دستکاری شده و نوجوانان فقط وانمود کرده‌اند که مورد اصابت گلوله قرار گرفته‌اند. تحقیقات رسمی، سوء رفتار یک افسر پلیس مرزی را کشف کرد که به دلیل اقداماتش محاکمه شد.
در جریان بحران ۲۰۲۱ اسرائیل و فلسطین، یائیر نتانیاهو ادعا کرد که نشر ویدئویی از مصر متعلق به سال ۲۰۱۳ نمونه‌ای از پالیوود بوده و فلسطینی‌ها را در حال تظاهر به تلفات خود نشان می‌دهد.
تحلیل بی‌بی‌سی وریفای در سال ۲۰۲۳ نشان داد که استفاده از این اصطلاح در جریان درگیری‌های قبلی در مناقشه اسرائیل و فلسطین، مانند جنگ ۲۰۱۴ غزه، اعتراضات ۲۰۱۹–۲۰۱۸ مرز غزه و بحران ۲۰۲۱ اسرائیل و فلسطین، افزایش یافته است.
پس از آنکه فیلم مستند «سرزمین دیگری نیست» محصول سال ۲۰۲۴ ، جایزه اسکار بهترین فیلم مستند بلند سال ۲۰۲۵ را از آن خود کرد، وای‌نت و اسرائیل نشنال نیوز، رسانه‌های خبری اسرائیلی، مقالاتی منتشر کردند و این فیلم را «پروپاگاندای پالیوود» خواندند.

### جنگ غزه
تحلیل‌های انجام شده توسط بی‌بی‌سی وریفای و لاجیکالی فکتز نشان داد که استفاده از اصطلاح پالیوود پس از حملات ۷ اکتبر در رسانه‌های اجتماعی افزایش یافته است، و بی‌بی‌سی وریفای اوج استفاده از آن را در توییتر در نوامبر ۲۰۲۳ با ۲۲۰ هزار مورد مشاهده کرد. لاجیکالی فکتز همچنین دریافت که بیشترین استفاده از این اصطلاح از ایالات متحده و پس از آن هند و اسرائیل بوده است.
در طول جنگ غزه، تئوری‌های توطئه مربوط به اینفلوئنسرهای آنلاین که قربانیان را مسخره می‌کردند، ادعا می‌کردند که فلسطینی‌ها از «بازیگران بحران» استفاده می‌کنند و اغلب از اصطلاح «پالیوود» استفاده می‌کردند، در رسانه‌های اجتماعی به سرعت پخش شد. حساب رسمی اسرائیل در توییتر، غزه‌ای‌ها را به قرار دادن افراد زنده در کیسه‌های جسد متهم کرد و سپس در حالی که آیپک محتوای مشابهی را تبلیغ می‌کرد، توییت را حذف کرد. بسیاری از ویدیوهای پربازدید که برای «اثبات» وجود بازیگران بحران استفاده می‌شدند، رد شده‌اند. این اصطلاح اغلب منجر به نفرت‌پراکنی علیه مسلمانان می‌شود و به ویژه پس از اعلام برنامه‌های اسرائیل برای افزایش بمباران هوایی غزه، محبوب شد.
ویدئویی که کودک فلسطینی کشته شده در جریان حمله هوایی اسرائیل به زیتون در ۱۱ اکتبر را نشان می‌دهد، به دروغ ادعا شد که با استفاده از یک عروسک ساخته شده است. این ادعا توسط حساب‌های رسمی دولت اسرائیل در رسانه‌های اجتماعی، از جمله حساب‌های ایکس سفارتخانه‌های اسرائیل در فرانسه و اتریش، و همچنین حساب‌های طرفدار اسرائیل و ضد حماس، ترویج شد.
در نوامبر ۲۰۲۳، صالح الجعفراوی، وبلاگ‌نویس و خواننده فلسطینی ساکن غزه، توسط چندین چهره طرفدار اسرائیل، از جمله حساب رسمی اسرائیل در توییتر، به دروغ به «بازیگر بحران» متهم شد. این اتهام دروغین ادعا شده بود که الجعفراوی در یک ویدیو وانمود می‌کند که مجروح و در بیمارستان بستری است، در حالی که یک پست در رسانه‌های اجتماعی روز بعد او را در سلامت کامل نشان می‌داد. با این حال، ویدیوی موجود در واقع یک نوجوان فلسطینی را نشان می‌داد که در حمله‌ای به طولکرم در ژوئیه ۲۰۲۳ زخمی شده بود و به دروغ به عنوان الجعفراوی معرفی شده بود. در همان ماه، اوفیر گندلمن، دیپلمات اسرائیلی، کلیپی از یک فیلم کوتاه لبنانی را منتشر کرد و ادعا کرد که این فیلم مدرکی است مبنی بر اینکه فلسطینی‌ها ویدیوها را جعل می‌کنند و آن را نمونه‌ای از «پالیوود» نامید.
در اوایل دسامبر ۲۰۲۳، روزنامه جروزالم پست مقاله‌ای منتشر کرد که به دروغ ادعا می‌کرد یک نوزاد ۵ ماهه فلسطینی از غزه یک عروسک بوده است. جروزالم پست بعداً با انتشار بیانیه‌ای در مورد ایکس، این گزارش را پس گرفت و گفت: «مقاله مورد بحث با استانداردهای تحریریه ما مطابقت نداشت و بنابراین حذف شد». این ادعای دروغین توسط افراد دیگری مانند حساب رسمی اسرائیل در توییتر، بن شاپیرو، هن مازیگ، یوسف حداد و StopAntisemitism نیز ترویج شد.
حمله اسرائیل به رفح در سال ۲۰۲۴ منجر به تجدید ادعاهای پالیوود شد. پست‌های آنلاین، تصاویر پشت صحنه سریال درام فلسطینی خاک خونین را به اشتباه به عنوان «بازیگران بحران» در رفح نشان دادند.
مارک اوون جونز در یک مقاله تحقیقاتی در سال ۲۰۲۵ نوشت: «همزمان با اینکه پنهان کردن کشتار هزاران کودک و نوزاد فلسطینی توسط اسرائیل دشوارتر شده است، گزارش‌ها و رسانه‌های معتبر اسرائیلی ادعا می‌کنند که فلسطینی‌ها در حال جعل آمار تلفات و صحنه‌سازی برای کشتن نوزادان هستند. روایت موسوم به «پالیوود» - اصطلاحی تحقیرآمیز که نشان می‌دهد فلسطینی‌ها صحنه‌های رنج را برای اهداف تبلیغاتی صحنه‌سازی می‌کنند - به موضوعی تکراری در کمپین‌های دروغ‌پراکنی علیه غزه تبدیل شده است.»

#### حساب کاربری غزه‌وود
یک حساب کاربری اسرائیلی در ایکس به نام Gazawood در نوامبر ۲۰۲۳ ایجاد شد. این حساب کاربری با ادعای اغراق یا جعل تلفات فلسطینی‌ها، تلاش می‌کند آنها را بی‌اعتبار کند. تحقیقات انجام شده توسط فوربیدن استوریز، د سونث آی و رادیو بین‌المللی فرانسه نشان داد که این حساب کاربری توسط ایدن کنوخن، یک یهودی ارتدکس افراطی و نویسنده رمان‌های فانتزی از اورشلیم، اداره می‌شود. ریچارد لندز و یوسی کوپرواسر، مدیر کل سابق وزارت امور استراتژیک اسرائیل، نیز به عنوان افرادی مرتبط با حساب Gazawood شناسایی شدند.
غسان مطر، محقق و متخصص OSINT در سازمان راستی‌آزمایی اسرائیلی FakeReporter در مورد این حساب کاربری گفت: «فقط حدود ۵٫۷۵٪ از محتوای آن، تکذیب یا بررسی واقعیت است. محتوای دیگر فقط مسخره‌ترین اطلاعات را در داخل ویدیو پیدا می‌کند تا ادعا کند که جعلی است، که این روش بررسی واقعیت نیست.»

## تحلیل
روتی بلوم در سال ۲۰۰۸ نوشت که ادعاهای ریچارد لندز، که او آنها را «بسیار تند» می‌نامد، باعث شده است که او در برخی محافل به عنوان یک نظریه‌پرداز توطئه راست‌گرا شناخته شود. کریسولا لیونیس می‌نویسد که زبان لندز در رابطه با پالیوود "تمام نشانه‌های نظریه توطئه را دارد"، اما با این وجود این اصطلاح "به ژانری از گزارش قربانیان فلسطینی اشاره دارد"، که تی‌جی دموس آن را "کلیشه ای و بنابراین به راحتی رد شده [...]" می‌نامد و هدف آن هم افشای حقیقت رنج آسیب‌زای ناشی از سیاست‌های سیاسی و نظامی اسرائیل و هم برانگیختن همدردی عاطفی مخاطب به عنوان راهی برای بسیج حمایت از فلسطینیان است.
در سال ۲۰۱۴، لری درفنر در ۹۷۲+ مگزین پالیوود را به عنوان «یک توهین قومی بسیار زشت» توصیف کرد. در سال ۲۰۱۸، ایال وایزمن، که کارش با معماری قانونی در اسرائیل «پالیوود» نامیده می‌شود، پاسخ داد که «آخرین خط دفاعی حرامزاده‌ها این است که آن را «اخبار جعلی» بنامند. لحظه‌ای که آنها به این استدلال برمی‌گردند، زمانی است که همه استدلال‌های دیگر را از دست داده‌اند.» در مقاله‌ای که توسط موندویس منتشر شد، جاناتان کوک استدلال کرد که «پالیوود» بهانه‌ای مناسب توسط اسرائیلی‌ها برای رد شواهد فیلمبرداری شده از وحشی‌گری سربازانشان بوده است.
در سال ۲۰۲۴، مورخ فرانسوی ، ژان پیر فیلیو، ادعاهای پالیوود در مورد ساختگی بودن مرگ‌ها را با «دروغ‌هایی که کرملین هنگام حمله روسیه به یک زایشگاه در بندر محاصره‌شده ماریوپول اوکراین در مارس ۲۰۲۲ منتشر کرد» مقایسه کرد. مارک اوون جونز نوشت که پالیوود «با هدف ایجاد تردید در مورد هرگونه مدرکی مبنی بر حملات اسرائیل به غیرنظامیان، چنین گزارش‌هایی را دستکاری یا ساختگی جلوه می‌دهد. این روایت با بی‌اعتبار کردن صداهای فلسطینیان و شواهد بصری، مشروعیت شکایات فلسطینیان و تلاش‌ها برای محافظت از اقدامات اسرائیل در برابر بررسی‌های بین‌المللی را تضعیف می‌کند.» در سال ۲۰۲۵، لیلا العریان، روزنامه‌نگار، گفت که پالیوود به اندازه نظریه‌های توطئه بازیگران بحران که برای رد تیراندازی‌های دسته‌جمعی در ایالات متحده استفاده می‌شوند، معتبر نیست و گفت: «اگر فلسطینی‌ها را غیرمنطقی و شیفته شهادت جلوه دهید، بحث را از استعمار شهرک‌نشینان، سرقت زمین و پاکسازی قومی منحرف می‌کنید.»